# Joaquín Albistur
Joaquín Albistur (Mar del Plata, 1915- 2015) fue un dibujante y pintor argentino.

## Biografía
Terminó el Colegio Nacional a los 25 años y comenzó a trabajar en agencias publicitarias. Más tarde, en 1951 empezó a colaborar como ilustrador de las revistas Vea y Lea, Leoplán, Damas y Damitas, Maribel, Vosotras, Chicas, Cuéntame, Nocturno, entre otras.

## Estilo
Al abordar el estudio de los diferentes tipos de líneas empleadas en el dibujo de historietas, Enrique Lipszyc calificaba su línea a pluma de "sensitiva, muy segura y llena de "color"".